# Адміністративний устрій Татарбунарського району
Адміністративний устрій Татарбунарського району — адміністративно-територіальний поділ ліквідованого Татарбунарського району Одеської області на 1 міську та 18 сільських рад, які об'єднували 35 населених пунктів та були підпорядковані Татарбунарській районній раді. Адміністративний центр — місто Татарбунари..
Татарбунарський район був ліквідований 17 липня 2020 року.

## Об'єднані громади
| № | Назва      | Центр      | Населені пункти                                                                                         | Площа, км² | Населення (2015) |
| - | ---------- | ---------- | --- | ---------- | ---------------- |
| А | Тузлівська | село Тузли | село Безім'янка село Весела Балка село Веселе село Лебедівка село Новомихайлівка село Садове село Тузли | 101        | 2601             |

## Список радТатарбунарського району
| №  | Назва                      | Центр          | Населені пункти                                              | Площа км² | Місце за площею | Населення (2001), чол. | Місце за населенням | Розташування |
| -- | -------------------------- | -------------- | ------------------------------------------------------------ | --------- | --------------- | ---------------------- | ------------------- | ------------ |
| 1  | Татарбунарська міська рада | м. Татарбунари | м. Татарбунари                                               |           |                 |                        |                     |              |
| 2  | Базар'янська сільська рада | с. Базар'янка  | с. Базар'янка                                                |           |                 |                        |                     |              |
| 3  | Баштанівська сільська рада | с. Баштанівка  | с. Баштанівка                                                |           |                 |                        |                     |              |
| 4  | Білоліська сільська рада   | c. Білолісся   | c. Білолісся                                                 |           |                 |                        |                     |              |
| 5  | Борисівська сільська рада  | c. Борисівка   | c. Борисівка                                                 |           |                 |                        |                     |              |
| 6  | Вишнівська сільська рада   | c. Вишневе     | c. Вишневе                                                   |           |                 |                        |                     |              |
| 7  | Глибоківська сільська рада | c. Глибоке     | c. Глибоке                                                   |           |                 |                        |                     |              |
| 8  | Дивізійська сільська рада  | c. Дивізія     | c. Дивізія с. Лиман                                          |           |                 |                        |                     |              |
| 9  | Дмитрівська сільська рада  | c. Дельжилер   | c. Дельжилер с. Нова Олексіївка                              |           |                 |                        |                     |              |
| 10 | Жовтоярська сільська рада  | c. Жовтий Яр   | c. Жовтий Яр с. Маразліївка с. Нове с. Ройлянка с. Царичанка |           |                 |                        |                     |              |
| 11 | Кочкуватська сільська рада | c. Кочкувате   | c. Кочкувате                                                 |           |                 |                        |                     |              |
| 12 | Лиманська сільська рада    | c. Лиман       | c. Лиман                                                     |           |                 |                        |                     |              |
| 13 | Нерушайська сільська рада  | c. Нерушай     | c. Нерушай                                                   |           |                 |                        |                     |              |
| 14 | Приморська сільська рада   | c. Приморське  | c. Приморське с. Трихатки                                    |           |                 |                        |                     |              |
| 15 | Рибальська сільська рада   | c. Рибальське  | c. Рибальське с. Балабанка                                   |           |                 |                        |                     |              |
| 16 | Струмківська сільська рада | c. Струмок     | c. Струмок с. Спаське                                        |           |                 |                        |                     |              |
| 17 | Трапівська сільська рада   | c. Трапівка    | c. Трапівка с. Зарічне с. Новоселиця                         |           |                 |                        |                     |              |

### Список рад, що втратили статусАТО
| № | Назва                      | Центр         | Населені пункти                                         | Площа км² | Місце за площею | Населення (2001), чол. | Місце за населенням | Розташування |
| - | -------------------------- | ------------- | ------------------------------------------------------- | --------- | --------------- | ---------------------- | ------------------- | ------------ |
| 1 | Безім'янська сільська рада | c. Безім'янка | c. Безім'янка с. Веселе с. Садове                       |           |                 |                        |                     |              |
| 2 | Тузлівська сільська рада   | c. Тузли      | с. Тузли с. Весела Балка с. Лебедівка с. Новомихайлівка |           |                 |                        |                     |              |

* Примітки: м. — місто, с-ще — селище, смт — селище міського типу, с. — село